# Saint-Martin-d’Arberoue
Saint-Martin-d’Arberoue – miejscowość i gmina we Francji, w regionie Nowa Akwitania, w departamencie Pireneje Atlantyckie.
Według danych na rok 1990 gminę zamieszkiwały 303 osoby, a gęstość zaludnienia wynosiła 21 osób/km² (wśród 2290 gmin Akwitanii Saint-Martin-d’Arberoue plasuje się na 877. miejscu pod względem liczby ludności, natomiast pod względem powierzchni na miejscu 793.).